# Spinallonotus oweni
Spinallonotus oweni là một loài tò vò trong họ Ichneumonidae.